# أمنة القبيسي
آمنة القبيسي ( 28 مارس 2000) هي سائقة سباقات إماراتية، تسابق حاليًا في أكاديمية الفورمولا 1 [الإنجليزية] لصالح فريق إم بي موتور سبورت [الإنجليزية]، في 16 ديسمبر 2018، أصبحت أول امرأة في الشرق الأوسط تشارك في برنامج اختبار رياضة السيارات للفورمولا إي بعد سباق الدرعية إي بريكس في المملكة العربية السعودية.

## الحياة الشخصية
ولدت آمنة في واشنطن بولاية فرجينيا في الولايات المتحدة، هي ابنة خالد القبيسي، الرئيس التنفيذي لمنصة الاستثمار العقاري والبنية التحتية في شركة مبادلة للاستثمار، وأيضاً سائقة سباقات وكانت أول إماراتية تنافس في سباق لومان 24 ساعة في فرنسا، وهي أول امرأة إماراتية تشارك في رياضة السيارات مع أكاديمية ضمان للسرعة وتنافس دولياً. وهي الأخت الكبرى لحمدة القبيسي. التحقت آمنة بجامعة السوربون أبوظبي، وحصلت على شهادة في الفيزياء وتهتم بالحفلات والنوادي والكارتينغ والجمباز والتزلج على الماء.

## الحياة المهنية

### الكارتينغ
بدأت آمنة مسيرتها في رياضة الكارتينغ عام 2014 عندما كانت في الرابعة عشرة من عمرها، وهي أول امرأة عربية تشارك في النهائيات العالمية لتحدي روتاكس ماكس [الإنجليزية]، وبعد ذلك بعامين بدأت المنافسة دوليًا وحصلت على المراكز العشرة الأولى. وفي عام 2017، كانت أول فتاة عربية تفوز ببطولة روتاكس ماكس الإماراتية. حيث كانت أيضًا أول امرأة تحظى برعاية كاسبرسكي لاب. وأول امرأة أختيرت من قبل نادي الإمارات للسيارات والسياحة لتمثيل الإمارات في برنامج أكاديمية السائقين الشباب في دول مجلس التعاون الخليجي والتي فازت بها.

### سلسلة أكس 30 الأوروبية واكرسدورف
شاركت آمنة وشقيقتها حمدة في بطولة سلسلة أكس 30 الأوروبية في واكرسدورف [الإنجليزية]. وكانت هذه هي المرة الأولى التي تقود فيها آمنة السيارة في واكرسدورف وقد كانت من بين الخمسة الأوائل في إحدى التصفيات التي شاركت فيها. حصلت آمنة على المركز السادس عشر من بين 54 سائقًا، وكانت أيضًا المرأة الوحيدة التي وصلت إلى النهائي.

### بطولة أكس 30 الإيطالية
شاركت آمنة في بطولة أكس 30 الإيطالية في أدريا لأول مرة. فقد كانت من بين أفضل 20 لاعبًا بفارق 0.2 ثانية فقط عن أسرع وقت.

### الفورمولا 4
تنافست آمنة في بطولة فورمولا 4 الإيطالية لعام 2018 [الإنجليزية] وفازت بالبطولة فريق بريما باورتم [الإنجليزية]. وتنافست في ست من الجولات السبع، وكان أعلى مركز لها في السباق هو المركز الثاني عشر. وشاركت أيضًا في الموسم التالي وحصلت على المركز 31 بدون أي نقاط.

### اختبار الفورمولا إي
كانت آمنة واحدة من تسع سائقات شاركن في جلسة اختبار في 16 ديسمبر 2018، بعد الجولة الأولى من موسم الفورمولا إي 2018-2019 في سباق الدرعية إي بريكس على حلبة شوارع في الدرعية، المملكة العربية السعودية، قادت سيارتها من طراز أودي تعمل بمحرك الفورمولا إي لصالح إنفيشين فيرغين راسينغ [الإنجليزية] في مبادرة من لجنة الاتحاد الدولي للسيارات، جاء ذلك بعد أقل من ستة أشهر عندما أصدر قانوناً بالسماح للنساء بالقيادة في المملكة العربية السعودية لأول مرة.

### سلسلة دبليو (دبليو سيريس)
أرادت المشاركة في دبليو سيريس لعام 2019 [الإنجليزية] لكنها لم تتمكن من الحضور لأن الموعد يتعارض مع التزاماتها المدرسية.

### بطولة فورمولا الإقليمية
حلت أمنة مكان شقيقتها حمدة في جولة برشلونة مع فريق بريما راسينغ [الإنجليزية]، في بطولة أوروبا الإقليمية للفورمولا 2022 [الإنجليزية].

## سجل الكارتينغ

### ملخص مهنة الكارتينغ
| موسم | السلسلة                                               | الفريق      | الترتيب |
| ---- | ----------------------------------------------------- | ----------- | ------- |
| 2015 | نهائيات تحدي روتاكس ماكس الكبرى [الإنجليزية]- للشباب  | مضمار العين | 68      |
| 2016 | كأس أكاديمية الكارتينغ [الإنجليزية]                   |             | 46      |
| 2017 | نهائيات تحدي روتاكس ماكس الكبرى [الإنجليزية] - للكبار | مضمار العين | 63      |

## سجل السباق

### ملخص مهنة السباق
| موسم     | سلسلة                                         | فريق                                                     | سباقات      | انتصارات    | أعمدة       | واو / لفات  | المنابر     | نقاط        | الترتيب     |
| -------- | --------------------------------------------- | -------------------------------------------------------- | ----------- | ----------- | ----------- | ----------- | ----------- | ----------- | ----------- |
| 2016- 17 | بطولة الإمارات للفورمولا 4 [الإنجليزية]       | سباق أبو ظبي [الإنجليزية]                                | 0           | 0           | 0           | 0           | 0           | 0           | NC          |
| 2018     | بطولة إيطاليا للفورمولا 4 [الإنجليزية]        | بريما راسينغ [الإنجليزية]                                | 18          | 0           | 0           | 0           | 0           | 0           | 34          |
| 2018 -19 | بطولة العالم للفورمولا إي                     | إنفيشين فيرغين راسينغ [الإنجليزية]                       | سائق اختبار | سائق اختبار | سائق اختبار | سائق اختبار | سائق اختبار | سائق اختبار | سائق اختبار |
| 2019     | بطولة إيطاليا للفورمولا 4 [الإنجليزية]        | سباق أبو ظبي [الإنجليزية]                                | 21          | 0           | 0           | 0           | 0           | 0           | 31          |
| 2019     | بطولة الإمارات للفورمولا 4 - جولة الكأس       | سباق أبو ظبي [الإنجليزية]                                | 2           | 1           | 1           | 0           | 1           | لا يوجد     | NC          |
| 2021     | بطولة آسيا للفومولا 3 [الإنجليزية]            | سباق أبو ظبي [الإنجليزية]                                | 15          | 0           | 0           | 0           | 0           | 0           | 24          |
| 2022     | بطولة آسيا الإقليمية للفورمولا [الإنجليزية]   | سباق أبو ظبي [الإنجليزية]                                | 14          | 0           | 0           | 0           | 0           | 1           | 26          |
| 2022     | كأس سبيزيال تورينفاغن                         | جيتي تاير موتورسبورت [الإنجليزية] من قبل دبيلو سي راسينغ |             |             |             |             |             |             |             |
| 2022     | بطولة أوروبا الإقليمية للفورمولا [الإنجليزية] | بريما راسينغ [الإنجليزية]                                | 4           | 0           | 0           | 0           | 0           | 0           | NC†         |
| 2023     | سلسلة فورمولا الشتوية [الإنجليزية]            | فريق جي آر إس                                            | 2           | 0           | 0           | 0           | 0           | 0           | NC          |
| 2023     | أكاديمية فورمولا 1 [الإنجليزية]               | إم بي موتورسبورت [الإنجليزية]                            | 18          | 2           | 0           | 2           | 4           | 112         | 6*          |

† سائقة ضيفة، غير مؤهلة لتسجيل النقاط.
* الموسم لا يزال مستمراً.

## نتائج بطولة إيطاليا للفورمولا 4
(مفتاح) (السباقات بالخط العريض تشير إلى المركز الأول) (السباقات المكتوبة بالخط المائل تشير إلى أسرع لفة)
| سنة  | فريق                      | 1                              | 2                             | 3                             | 4            | 5            | 6            | 7           | 8          | 9          | 10                | 11                | 12                | 13                    | 14                    | 15                    | 16                           | 17                          | 18                          | 19          | 20          | 21          | 22          | الترتيب | نقاط |
| ---- | ------------------------- | ------------------------------ | ----------------------------- | ----------------------------- | ------------ | ------------ | ------------ | ----------- | ---------- | ---------- | ----------------- | ----------------- | ----------------- | --------------------- | --------------------- | --------------------- | ---------------------------- | --------------------------- | --------------------------- | ----------- | ----------- | ----------- | ----------- | ------- | ---- |
| 2018 | بريما راسينغ [الإنجليزية] | مضمار أدريا [الإنجليزية] 1 Ret | مضمار أدريا [الإنجليزية] 2 12 | مضمار أدريا [الإنجليزية] 3 16 | بول ريكارد 1 | بول ريكارد 2 | بول ريكارد 3 | مونزا 1 24  | مونزا 2 16 | مونزا 3 17 | ميزانو 1 20       | ميزانو 2 23       | ميزانو 3 Ret      | إنزو دينو فيراري 1 20 | إنزو دينو فيراري 2 20 | إنزو دينو فيراري 3 23 | فاليلونجا [الإنجليزية] 1 Ret | فاليلونجا [الإنجليزية] 2 16 | فاليلونجا [الإنجليزية] 3 15 | موجيلو 1 19 | موجيلو 2 21 | موجيلو 3 21 |             | 34      | 0    |
| 2019 | سباق أبو ظبي [الإنجليزية] | فاليلونجا [الإنجليزية] 1 19    | فاليلونجا [الإنجليزية] 2 27   | فاليلونجا [الإنجليزية] 3 22   | ميزانو 1 26  | ميزانو 2 17  | ميزانو 3 C   | المجر 1 Ret | المجر 2 21 | المجر 3 29 | ريد بول رينغ 1 22 | ريد بول رينغ 2 17 | ريد بول رينغ 3 23 | إنزو دينو فيراري 1 18 | إنزو دينو فيراري 2 25 | إنزو دينو فيراري 3 26 | إنزو دينو فيراري 4 15        | موجيلو 1 13                 | موجيلو 2 26                 | موجيلو 3 16 | مونزا 1 28  | مونزا 2 28  | مونزا 3 Ret | 31      | 0    |

## نتائج بطولة آسيا الإقليمية للفورمولا
(مفتاح) (السباقات بالخط العريض تشير إلى المركز الأول) (السباقات المكتوبة بالخط المائل تشير إلى أسرع لفة بين العشرة الأوائل)
| سنة  | الفريق                    | 1             | 2              | 3              | 4              | 5             | 6             | 7             | 8             | 9              | 10            | 11             | 12             | 13             | 14            | 15             | الترتيب | نقاط |
| ---- | ------------------------- | ------------- | -------------- | -------------- | -------------- | ------------- | ------------- | ------------- | ------------- | -------------- | ------------- | -------------- | -------------- | -------------- | ------------- | -------------- | ------- | ---- |
| 2021 | سباق أبو ظبي [الإنجليزية] | أوتودروم 1 16 | أوتودروم 2 Ret | أوتودروم 3 18  | مرسى ياس 1 17  | مرسى ياس 2 17 | مرسى ياس 3 16 | مرسى ياس 1 15 | مرسى ياس 2 14 | مرسى ياس 3 Ret | أوتودروم 1 18 | أوتودروم 2 Ret | أوتودروم 3 Ret | مرسى ياس 1 16  | مرسى ياس 2 18 | مرسى ياس 3 15  | 24      | 0    |
| 2022 | سباق أبو ظبي [الإنجليزية] | مرسى ياس 1 14 | مرسى ياس 2 10  | مرسى ياس 3 Ret | أوتودروم 1 Ret | أوتودروم 2 19 | أوتودروم 3 17 | أوتودروم 1 21 | أوتودروم 2 21 | أوتودروم 3 DNS | أوتودروم 1 20 | أوتودروم 2 20  | أوتودروم 3 20  | مرسى ياس 1 Ret | مرسى ياس 2 18 | مرسى ياس 3 Ret | 26      | 1    |

## نتائج بطولة أوروبا الإقليمية للفورمولا
(مفتاح) (السباقات بالخط العريض تشير إلى المركز الأول) (السباقات المكتوبة بالخط المائل تشير إلى أسرع لفة)
| سنة  | فريق                      | 1       | 2       | 3                  | 4                  | 5        | 6        | 7            | 8            | 9               | 10              | 11      | 12      | 13                   | 14                   | 15         | 16         | 17                | 18               | 19           | 20           | الترتيب | نقاط |
| ---- | ------------------------- | ------- | ------- | ------------------ | ------------------ | -------- | -------- | ------------ | ------------ | --------------- | --------------- | ------- | ------- | -------------------- | -------------------- | ---------- | ---------- | ----------------- | ---------------- | ------------ | ------------ | ------- | ---- |
| 2022 | بريما راسينغ [الإنجليزية] | مونزا 1 | مونزا 2 | إنزو دينو فيراري 1 | إنزو دينو فيراري 2 | موناكو 1 | موناكو 2 | بول ريكارد 1 | بول ريكارد 2 | بارك زانتفورت 1 | بارك زانتفورت 2 | المجر 1 | المجر 2 | دي سبا فرانكورشومب 1 | دي سبا فرانكورشومب 2 | بول رينغ 1 | بول رينغ 2 | دي كاتلونيا 1 Ret | دي كاتلونيا 2 31 | موجيلو 1 Ret | موجيلو 2 Ret | NC†     | 0    |

† سائقة ضيفة، غير مؤهلاً لتسجيل النقاط.

## نتائج سلسلة فورمولا الشتوية
(مفتاح) (السباقات بالخط العريض تشير إلى المركز الأول؛ السباقات بالخط المائل تشير إلى أسرع لفة)
| سنة  | فريق          | 1       | 2       | 3               | 4               | 5                        | 6                        | 7                 | 8                 | الترتيب | نقاط |
| ---- | ------------- | ------- | ------- | --------------- | --------------- | ------------------------ | ------------------------ | ----------------- | ----------------- | ------- | ---- |
| 2023 | فريق جي آر إس | خيريز 1 | خيريز 2 | ريكاردو تورمو 1 | ريكاردو تورمو 2 | دي نافارا [الإنجليزية] 1 | دي نافارا [الإنجليزية] 2 | دي كاتلونيا 2 Ret | دي كاتلونيا 2 DSQ | NC      | 0    |

## نتائج أكاديمية فومولا 1
(مفتاح) (السباقات بالخط العريض تشير إلى المركز الأول؛ السباقات بالخط المائل تشير إلى أسرع لفة)
| سنة  | فريق                          | 1            | 2            | 3          | 4                 | 5                 | 6                 | 7               | 8               | 9               | 10           | 11             | 12           | 13        | 14        | 15        | 16             | 17             | 18             | 19           | 20           | 21           | الترتيب | نقاط |
| ---- | ----------------------------- | ------------ | ------------ | ---------- | ----------------- | ----------------- | ----------------- | --------------- | --------------- | --------------- | ------------ | -------------- | ------------ | --------- | --------- | --------- | -------------- | -------------- | -------------- | ------------ | ------------ | ------------ | ------- | ---- |
| 2023 | إم بي موتورسبورت [الإنجليزية] | بول رينغ 1 8 | بول رينغ 2 1 | بول رينغ 3 | ريكاردو تورمو 1 7 | ريكاردو تورمو 2 4 | ريكاردو تورمو 3 6 | دي كاتلونيا 1 5 | دي كاتلونيا 2 1 | دي كاتلونيا 3 9 | زانتفورت 1 8 | زانتفورت 2 Ret | زانتفورت 3 9 | مونزا 1 9 | مونزا 2 7 | مونزا 3 4 | بول ريكارد 1 7 | بول ريكارد 2 3 | بول ريكارد 3 7 | الأمريكتين 1 | الأمريكتين 2 | الأمريكتين 3 | 6*      | 112* |

## روابط خارجية
- الموقع الرسمي (مؤرشف)
- الملف الشخصي في دليل سائق السباق
- أمنة القبيسي سجل المهنة من DriverDB.com